# Много шума из ничего (фильм, 2012)
«Много шума из ничего» (англ. Much Ado About Nothing) — кинофильм режиссёра Джосса Уидона, вышедший на экраны в 2012 году. Экранизация одноимённой комедии Уильяма Шекспира. Картина попала в десятку лучших независимых фильмов года по версии Национального совета кинокритиков США.

## Сюжет
Сюжет фильма в основном повторяет шекспировский текст с тем отличием, что действие происходит в современных декорациях и отсутствуют некоторые второстепенные персонажи. Леонато, губернатора Мессины, посещает могущественный дон Педро, возвратившийся из военного похода против своего мятежного брата дона Хуана. В свите правителя — два храбрых воина Клаудио и Бенедикт. Первый из них сразу же влюбляется в Геро, дочь Леонато, и вскоре они объявляют о будущей свадьбе. Бенедикт же, известный своим непростым нравом, объявляет, что никогда не женится. Дон Педро, Клаудио и Леонато, желая опровергнуть слова друга, решают свести того с Беатриче, обладательницей необычайно острого языка. Тем временем дон Хуан замышляет новые козни…

## В ролях
- Эми Экер — Беатриче
- Алексис Денисоф — Бенедикт
- Нейтан Филлион — Догберри
- Кларк Грегг — Леонато
- Рид Даймонд — Дон Педро
- Фрэн Кранц — Клаудио
- Джиллиан Моргезе — Геро
- Шон Махер — Дон Хуан
- Спенсер Трит Кларк — Борачо
- Рики Линдхоум — Конрад
- Эшли Джонсон — Маргарет